# Genmaicha
Genmaicha (玄米茶 (Huyền Mễ Trà) "trà gạo lứt") là loại trà gạo lứt của Nhật Bản có chứa trà xanh được trộn cùng với gạo lứt rang. Đôi khi nó cũng được gọi một cách thông tục là "trà bắp rang" vì trong quá trình rang, một vài hạt gạo bị rang quá lửa và biến thành dạng giống như bỏng ngô, hay còn được gọi là "món trà quốc dân", vì trong trà có sử dụng gạo làm chất độn nhằm giảm giá thành của trà xuống, biến nó trở thành loại thức uống dành cho những người nghèo. Ngày nay, genmaicha được phổ biến cho tất cả các tầng lớp trong xã hội. Nó cũng được dùng cho những người ăn kiêng với mục đích tôn giáo hoặc được uống giữa các bữa ăn trong một thời gian dài.

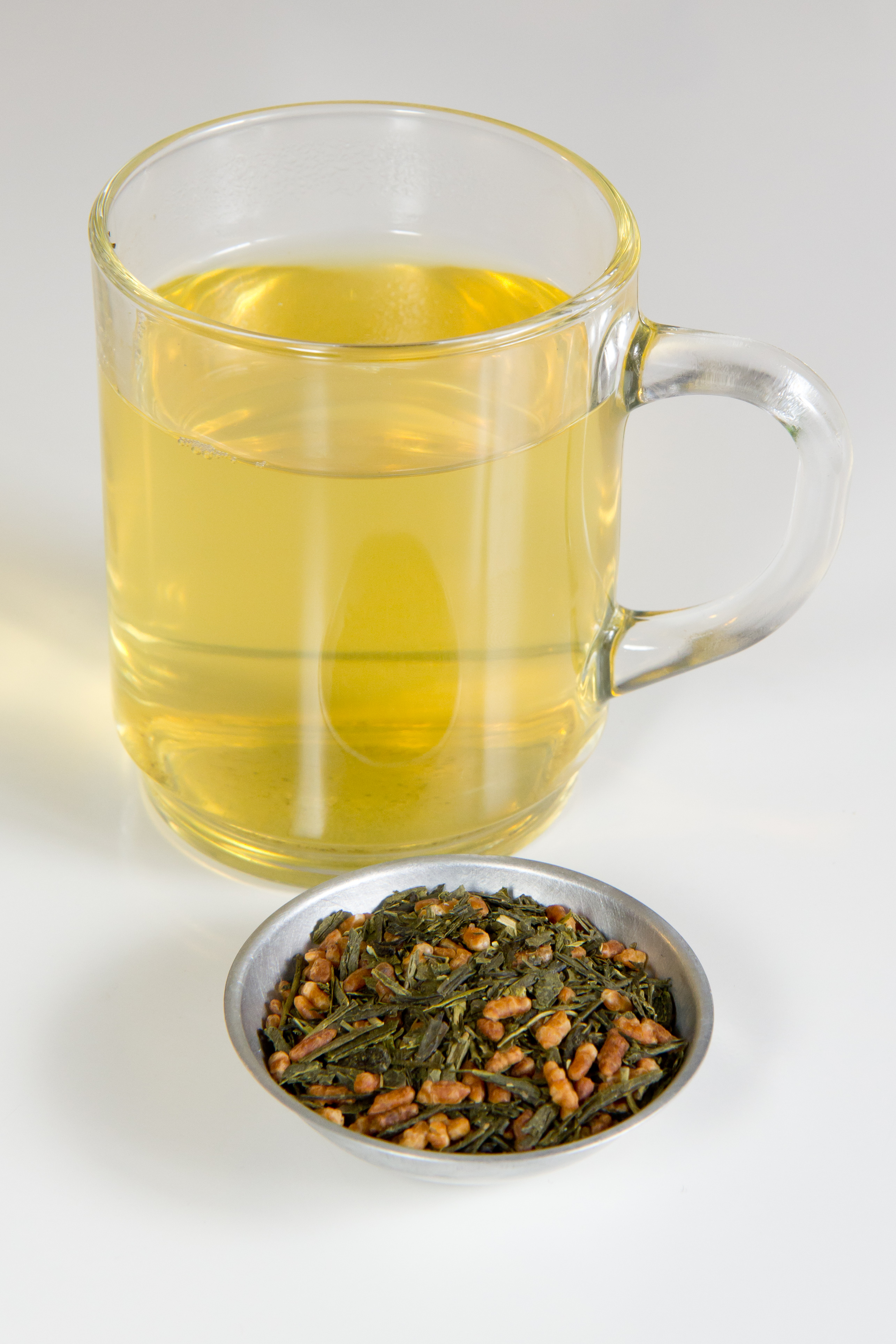
Genmaicha ủ và không ủ

Đường và tinh bột từ gạo làm cho trà có hương vị ấm áp giống hạt dẻ. Chính vì vậy, thứ trà này được đánh giá là dễ uống và giúp dạ dày dễ chịu hơn.  Trà được ngâm từ genmaicha có màu vàng nhạt. Trà có hương vị dịu nhẹ, kết hợp cùng hương vị cỏ tươi của trà xanh cùng với mùi thơm của gạo rang.
Genmaicha cũng được bán kèm với matcha (bột trà xanh) như một sản phẩm phụ được thêm vào. Sản phẩm này được gọi là matcha-iri genmaicha (抹茶入り玄米茶)  (nghĩa đen là "genmaicha có thêm bột trà"). Matcha-iri genmaicha có hương vị tương tự như genmaicha thông thường, nhưng có mùi vị mạnh hơn và có màu xanh hơn là màu vàng nhạt. 
Ở Hàn Quốc, có một loại trà tương đồng được gọi là hyeonminokcha ( 현미녹차 ; "trà xanh gạo lức"), trong khi từ hyeonmicha ( 현미차), có nguồn gốc từ genmaicha, đề cập đến phương pháp ngâm gạo lứt rang trong nước sôi để làm trà.